# Wytowno (osada)
Wytowno – osada w Polsce położona w województwie pomorskim, w powiecie słupskim, w gminie Ustka.
Osada wchodzi w skład sołectwa Wytowno.
W latach 1975–1998 miejscowość administracyjnie należała do województwa słupskiego.